# Matthildur Magnúsdóttir
Matthildur Magnúsdóttir (1 de noviembre de 1985) es una deportista islandesa que compite en tiro con arco, en la modalidad de arco compuesto. Ganó una medalla de bronce en los Campeonato Europeo de Tiro con Arco en Sala de 2024, en la prueba por equipo.

## Palmarés internacional
| Campeonato Europeo en Sala | Campeonato Europeo en Sala | Campeonato Europeo en Sala | Campeonato Europeo en Sala |
| Año                        | Lugar                      | Medalla                    | Prueba                     |
| -------------------------- | -------------------------- | -------------------------- | -------------------------- |
| 2024                       | Varaždin (Croacia)         | Medalla de bronce          | Equipo                     |